# Alternativas al uso del coche

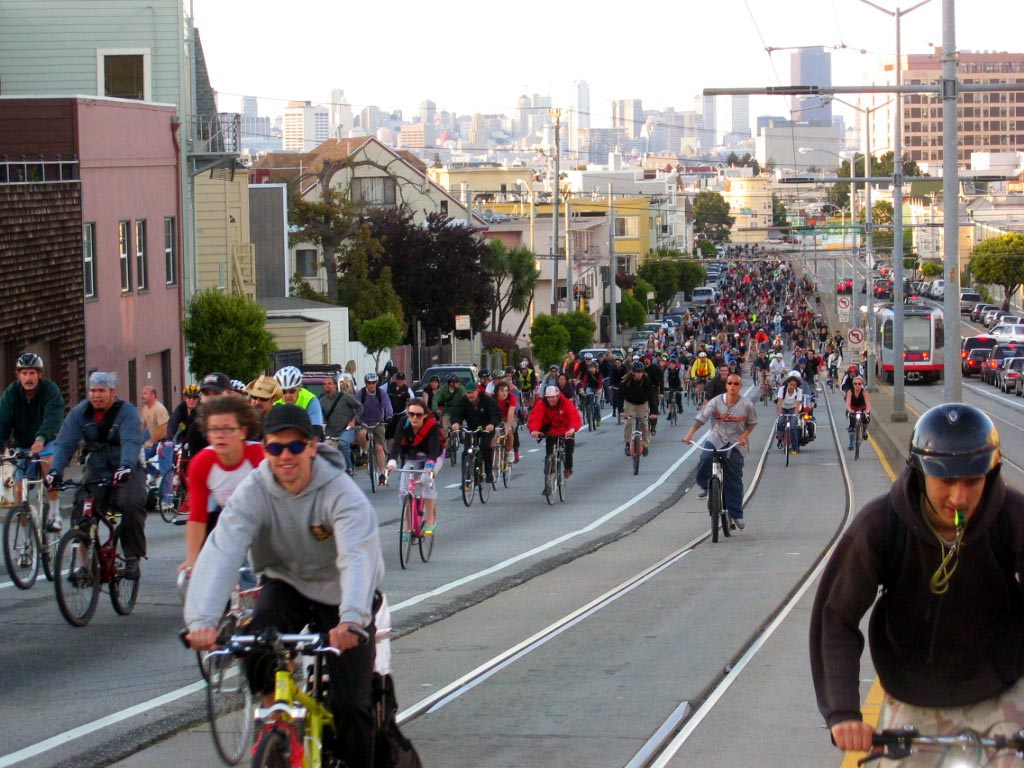
Critical Mass, San Francisco, 2005 Y Muni Metro

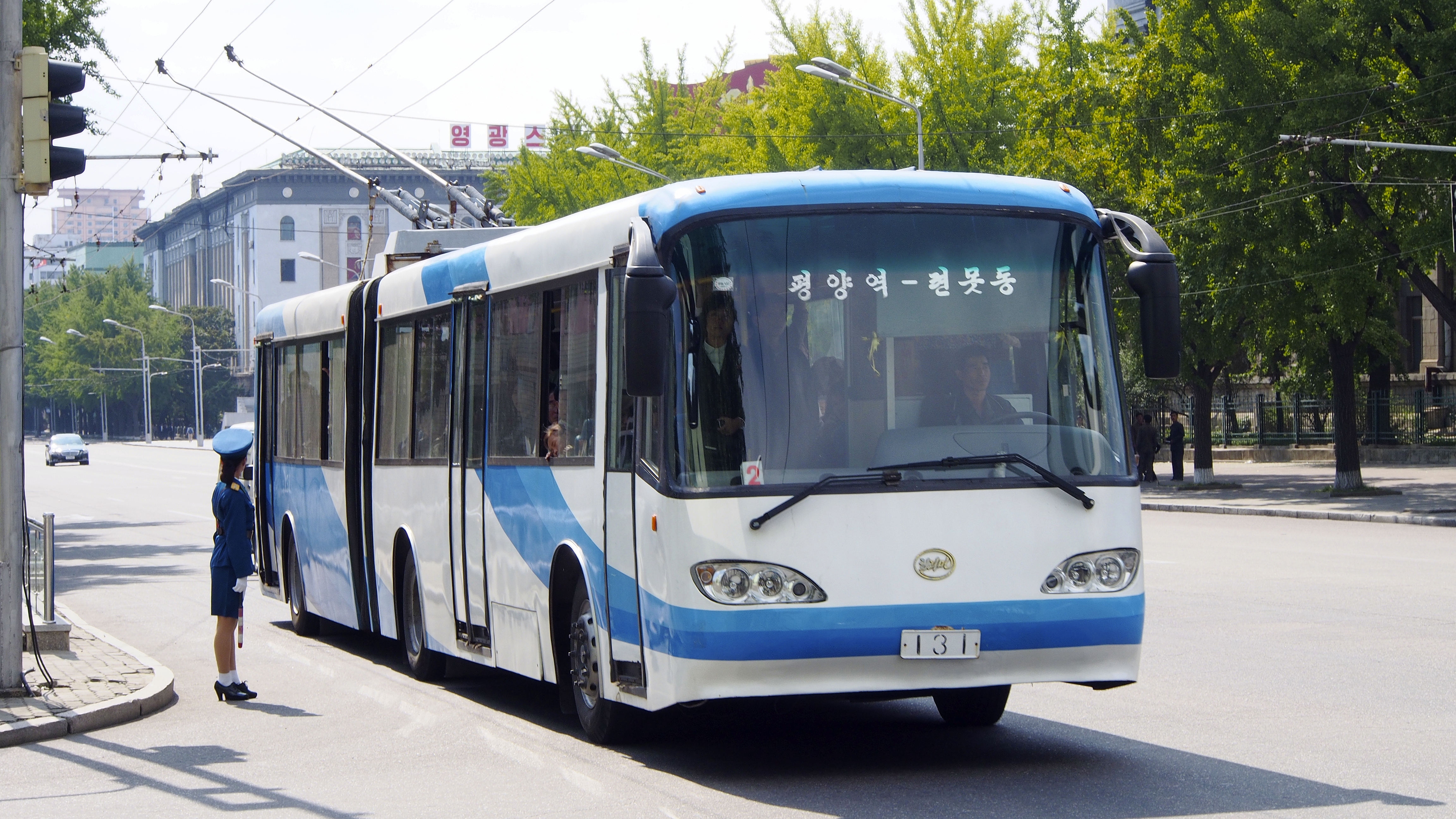
Trolebús en Pyongyang

Los desarrollos tecnológicos actuales sugieren que los coches, tal y como son utilizados hoy en día, terminarán por ser reemplazados por alternativas más eficientes a los ambientes en que mayoritariamente son utilizados: las ciudades. Entre las principales alternativas al uso del automóvil se incluyen el transporte público (autobuses, trolebuses, trenes, metros, monorrieles, tranvías), el ciclismo, los vehículos de movilidad personal (tales como el patinete eléctrico), el caminar, el patinaje y monopatinaje.
Los sistemas de bicicletas compartidas, grandes promotores a precios asequibles del desplazamiento sostenible, han sido implementados en más 1000 ciudades en todo el mundo, y es especialmente común en ciudades europeas y chinas de todas las medidas. Ejemplos en España pueden ser encontrados tanto con BiciMAD, en Madrid, como el Bicing en Barcelona y, progresivamente, en las ciudades de su Área Metropolitana. Programas similares han sido implementados también en los Estados Unidos, incluyendo grandes ciudades como Washington D. C. y Nueva York, así como ciudades más pequeñas, como Búfalo, y Fort Collins, Colorado.
El transporte rápido personal, otra alternativa sopesada para el automóvil, es un esquema que ha sido discutido ampliamente desde el urbanismo y la movilidad, en que vehículos automatizados y de pequeña envergadura circularían sobre pistas elevadas perfectamente alcanzables a pie a lo largo de toda la ciudad, pudiendo proveer servicio directo a una estación escogida sin paradas. Sin embargo, se han intentado implementar varios prototipos en diversas ciudades y todos ellos han terminado siendo desmantelados por su fracaso. Otras nuevas formas de transporte son los denominados vehículos de movilidad personal (VMP), entre los que se encuentran los segway, los cuales podrían servir como una alternativa a coches y bicicletas, como la compra o el uso de servicios de patinetes eléctricos compartidos .
Todo de estos modelos alternativos de transporte contaminan menos que el coche convencional motorizado impulsado por petróleo y contribuyen al transporte sostenible. También proporcionan otros beneficios significativos como la reducción de daños y pérdidas relacionadas con los accidentes de tráfico, la reducción de requisitos de espacio para su aparcamiento o empleo a lo largo de las calles de las ciudades, la reducción del uso de recursos y la contaminación derivada de tanto la producción como de la conducción, así como también el incremento de la inclusión social, de la equidad social y económica y de convertir las ciudades y las calles en más aptas para la vida. Algunos de estos métodos alternativos, tales como el ciclismo, también proveen de una ejercitación regular y de bajo impacto del cuerpo que puede llegar a desencadenar efectos físicos positivos en la salud de los ciudadanos que los utilizan. El transporte público también está relacionado con el incremento del ejercicio físico, porque están combinados con transportes multimodales que incluyen el caminar para hacer transbordo o acercarse al destino desde la parada, como el ciclismo.